# Герберт, Уильям, 1-й граф Пембрук (1423—1469)
Уи́льям Ге́рберт (англ. William Herbert; также известен как Чёрный Уи́льям, англ. Black William; около 1423 — 27 июля 1469, Банбери, Оксфордшир, Англия) — англо-валийский аристократ, 1-й граф Пембрук с 1468 года, сын Уильяма ап Томаса, строителя замка Раглан, и Гвладис, дочери Дафидда Гама. Сторонник династической партии Йорков в Войне Алой и Белой розы.

## Происхождение
Уильям происходил из знатного валлийского рода Гербертов, пытавшихся возводить своё происхождение к Генри Фиц-Герберту, соратнику королей Англии Вильгельма I Завоевателя и Генриха I, при котором он был канцлером. В XV веке Герберты утверждали, что Генри Фиц-Герберт был сыном короля Генриха I, однако эта легенда противоречит источникам. Пирс (Питер) Фиц-Герберт (ум. 1235), правнук Генри Фиц-Герберта, поселился в Уэльсе, получив в 1210 году часть земельных владений, конфискованных у Уильяма де Браоза. Потомки Питера благодаря бракам приобрели большие земельные владения в Юго-Восточном Уэльсе, фактически став валлийцами.
Достоверно происхождение Гербертов прослеживается от Дженкина ап Адама, которого Т. Николас в своём труде «Анналы и древности графств и графских фамилий Уэльса» показывает сыном Адама Фиц-Герберта, потомка Пирса Фиц-Герберта. Его потомок, сэр Уильям ап Томас (ум. 1446), известный из-за цвета своих доспехов под прозвищем «Голубой рыцарь из Гвента» (валл. Y Marchog Glas o Went), в 1415 году участвовал в составе армии короля Генриха V в войне с Францией, а в 1426 году был посвящён в рыцари. Он был трижды женат. Первой женой Уильяма была Элизабет Блэт, дочери сэра Джона Блэта, вдове сэра Джеймса Беркли, наследнице Раглана. Этот брак был бездетным. Вторым браком Уильям женился на богатой наследнице Гвладис, дочери Дафидда Гама, вдове сэра Роджера Вогана, прозванной за свою красоту валлийским поэтом Льюисом Глином Коти «Звезда Абергавенни». От этого брака родилось несколько детей, в том числе и Уильям Герберт. Уильям ап Томас занимал в Южном Уэльсе видное положение: он был главным распорядителем владений герцога Йоркского, а также занимал ряд должностей. В 1432 году он выкупил у пасынка, сэра Джеймса Беркли, Раглан, после чего полностью перестроил замок, ставший центром его владений.

## Биография
Как и его отец, был союзником Ричарда, герцога Йоркского. В 1456 году захватил в плен и заточил в замок Кармартен сторонника Ланкастеров Эдмунда Тюдора, 1-го графа Ричмонда — отца Генри Тюдора, 2-го графа Ричмонда (будущего короля Англии Генриха VII). В 1461 году получил от короля Англии Эдуарда IV титул лорда Герберта Раглана (при этом сменив традиционный уэльский патроним на именование по английскому образцу), в 1468 году — графа Пембрука. Состоял опекуном при юном Генри Тюдоре, которого намеревался женить на одной из своих дочерей. Вскоре, однако, поссорился с могущественным Ричардом Невиллом, 16-м графом Уориком — «Делателем королей», восставшим против Эдуарда IV. Был разбит повстанцами во главе с Робином из Ридсдейла в битве при Эджкот-Мур и после боя обезглавлен.
Графский титул Герберта унаследовал его законный старший сын Уильям. В 1479 году Уильям отказался от титула, но в 1551 году графское достоинство было возвращено внуку Герберта, также по имени Уильям Герберт — сыну внебрачного сына Чёрного Уильяма, сэра Ричарда Герберта из Ивайеса.

## Брак. Наследники
Был женат на Энн Деверё (англ. Anne Devereux) — дочери лорда-канцлера Ирландии Уолтера Деверё и Элизабет Мёрбери (англ. Elizabeth Merbury). От этого брака родились по меньшей мере десять детей.
Кроме законных наследников, имел двоих внебрачных детей.
Дети от законного брака
- Уильям Герберт, 2-й граф Пембрук; 5 марта 1451 — 16 июля 1491).
- Сэр Уолтер Герберт (англ. Sir Walter Herbert). Был женат на Энн (Анне) Гастингс, графине Хантингдон, сестре герцога Бэкингема (англ. Duke of Buckingham).
- Сэр Джордж Герберт из Сейнт-Джулианса (англ. Sir George Herbert of St. Julians).
- Филип Герберт из Лэйнихэнгела (англ. Philip Herbert of Lanyhangel).
- Сесили (Цецилия) Герберт (англ. Cecilie Herbert).
- Мод Герберт, графиня Нортумберленд (англ. Maud Herbert, Countess of Northumberland). Была замужем за Генри Перси, 4-м графом Нортумберлендом.
- Кэтрин (Екатерина) Герберт (англ. Katherine Herbert). Была замужем за Джорджем Греем, 2-м графом Кентом.
- Энн (Анна) Герберт (англ. Anne Herbert). Была замужем за Джоном Греем, 2-м лордом Пауисом (англ. John Grey, 2nd Lord of Powis).
- Айсэбел (Изабелла) Герберт (англ. Isabel Herbert). Была замужем за сэром Томасом Коукси (англ. Sir Thomas Cokesey).
- Маргарет (Маргарита) Герберт (англ. Margaret Herbert). Была замужем за Томасом Толботом, 2-м виконтом Лайлом; вторым браком — за сэром Генри Бодрингемом (англ. Sir Henry Bodringham).

Внебрачные дети
- Сэр Ричард Герберт из Ивайеса (англ. Sir Richard Herbert of Ewyas; мать неизвестна). Отец Уильяма Герберта, 1-го графа Пембрука
- Сэр Джордж Герберт — возможно, от Фронд Верч Хоэсгин (валл. Frond Verch Hoesgyn). Был женат на Сибил Крофт (англ. Sybil Croft)[10].

## В культуре
В телесериале «Белая королева» роль Уильяма Герберта исполнил Руперт Янг.

## Комментарии
1. ↑  Существует версия, которую приводит Джозеф Эдмондсон, что Уильям ап Томас был посвящён в рыцари-баннереты прямо на поле боя в 1415 году королём Генрихом V, однако она не подтверждена первичными источниками. Однако существуют первичные источники, которые указывают на то, что Уильям был посвящён в рыцари-бакалавры в 1426 году королём Генрихом VI. Как отметил О. Морган, никто не мог быть посвящён в рыцари дважды[5].